# Sidney Geist
Sidney Geist (* 11. April 1914 in Paterson, New Jersey, USA; † 20. Oktober 2005 in New York) war ein US-amerikanischer Maler, Bildhauer, Autor und Kunstprofessor.

## Leben
Sidney Geist studierte am St. Stephen's College, der Art Students League bei William Zorach (1889–1966), später auch an der Academie Grande Chaumiere in Paris bei Ossip Zadkine (1890–1967). Nach Abschluss seines Studiums wurde er freier Künstler. Die ersten Arbeiten von Sydney Geist waren in Holz und Stein. 1939 arbeitete er zusammen mit den zeitgenössischen Künstlern New Yorks, der American Abstract Artists Group. Sydney Geist wurde zweimal mit einem Guggenheim-Stipendium ausgezeichnet sowie auch dem Olivetti Award.
Die Werke von Geist wurden international ausgestellt. 1992 wurde ihm eine umfassende Retrospektive an der „New York Studio School“ gewidmet.
Sydney Geist lehrte von 1961 bis 1965 Bildhauerei am Brooklyn College, der University of California at Berkeley, am Southern Illinois University, am Pratt Institute und an der Vermont Studio School. Von 1964 bis 1987 war er Professor an der New York Studio School, deren erster Präsident er auch war. Von 1968 bis 1981 lehrte er auch am Vassar College und 1981 bis 1987 an der Vermont Studio School.
1969 war er Gastkurator für die große Constantin-Brâncuși-Retrospektive im Solomon R. Guggenheim Museum. Geist schrieb zahlreiche Bücher über Leben und Werk des rumänischen Bildhauers Brâncuși (1873–1957) und galt als „der“ Experte für den Künstler. Er war zudem ein gefragter Kunstkritiker und veröffentlichte in Artforum, Art International, Artscribe, The Saturday Review und The New Criterion.